# Deni Lušić
Deni Lušić, född 14 april 1962 i Split, är en kroatisk vattenpolospelare. Han ingick i Jugoslaviens landslag vid olympiska sommarspelen 1984 och 1988 samt i Kroatiens landslag vid medelhavsspelen 1993.
Lušić spelade sju matcher och gjorde sju mål i den olympiska vattenpoloturneringen i Los Angeles. Han var 22 år gammal då han tog det första OS-guldet. I Seoul tog han OS-guld på nytt. Hans målsaldo i turneringen var tio mål, varav ett i OS-finalen mot USA som Jugoslavien vann med 9–7.
Lušić tog VM-guld för Jugoslavien i samband med världsmästerskapen i simsport 1986 i Madrid.
Lušić ingick i det kroatiska laget som var tvåa i vattenpoloturneringen vid medelhavsspelen 1993.